# René Palierne de La Haudussais
René Victor Joseph Palierne de La Haudussais, né à Mésanger le 19 mars 1765, mort le 8 janvier 1828, est un militaire français et un chef vendéen.

## Biographie
René Palierne de La Haudussais est le fils de René Victor Palierne de La Haudussais, receveur des droits, et d'Anne Le Bouvier-Pasquerays.
Il est receveur des ventes en 1789 à Ancenis. En 1791, il rejoint l'Association bretonne. Arrêté, il est emprisonné à Nantes.
Il prend part à la guerre de Vendée et sert dans l'armée de Charles de Bonchamps dans les compagnies bretonnes où il commande une compagnie de cavalerie de 500 hommes. Il prend part à la Virée de Galerne, après l'échec de l'expédition il se réfugie en Bretagne et rejoint les Chouans de Scépeaux.
En septembre ou octobre 1794, il rejoint l'armée de Stofflet, puis en 1795, il regagne son pays et rallie les Chouans de l'Armée catholique et royale du Maine, d'Anjou et de la Haute-Bretagne, il devient colonel de la division d'Ancenis, prenant ainsi la place de Pierre-Michel Gourlet qui devient commandant de la cavalerie de l'armée. La division d'Ancenis se révèle comme une des plus disciplinées de l'armée et va jusqu'à compter 4 600 hommes.
Il refuse de rallier Bonaparte en 1800 et est emprisonné en 1810.
Il ne prend cependant pas part à la Chouannerie de 1815 à la suite d'un différend avec le général Louis d'Andigné.
Il est anobli sous la Restauration.

## Sources
- Alfred Rouxeau, Un chef chouan du pays nantais, Palierne, L. Durancé, 1927.
- François Collineau de Meezemaker, René-Victor-Joseph Palierne de La Haudussais, le chef chouan du pays d'Ancenis avant 1793